# Xian de Yiyuan
Le xian de Yiyuan (沂源县 ; pinyin : Yíyuán Xiàn) est un district administratif de la province du Shandong en Chine. Il est placé sous la juridiction de la ville-préfecture de Zibo.

## Démographie
La population du district était de 549 500 habitants en 2010.